# U-NEXT

U-NEXT(ユーネクスト, 유넥스트)는 일본의 OTT 스트리밍 서비스이다. 유넥스트홀딩스(U-Next Holdings)가 대주주를 소유하고 TBS 홀딩스가 소수 소유하고 있다. 2007년 갸오 넥스트(Gyao Next)로 출시되었으며 이후 등록 가입자가 385만 명에 달하는 일본 최대 스트리밍 플랫폼 중 하나로 성장했다. 해당 서비스에는 동영상뿐만 아니라 전자책 서비스도 포함된다. U-NEXT는 2022년 기준 일본에서 두 번째로 높은 수익을 올린 구독 비디오 서비스였다.